# N.M. Åkerström
N.M. Åkerström var en svensk kyrkomålare verksam i mitten av 1800-talet.
Nils Magnus Åkerström var flitigt anlitad för målning, skulptering och förgyllning av kyrkorna i Jämtland och angränsande landskap under den stora nybyggnads- och restaureringsperioden i mitten av 1800-talet. Bland hans kända arbeten märks kyrkorna i Kall, Klövsjö, Rätan och Ytterhogdals kyrka. Han ändrade i mitten av 1850-talet inriktning och etablerade sig som spegelfabrikör i Östersund 1855. Utvandrade till Nordamerika 1866.

### Fotnoter
1. ↑  Nodermann, Maj (2005). Mästare & möbler : jämtländska målare, bildhuggare, hantverkare och deras arbeten (2., rev. uppl.). Jamtli. ISBN 9179482015. OCLC 215183837. https://www.worldcat.org/oclc/215183837